# Reserva Extrativista Alto Juruá
A Reserva Extrativista do Alto Juruá é uma unidade de conservação federal do Brasil categorizada como reserva extrativista e criada por Decreto Presidencial em 23 de janeiro de 1990 numa área de 506.186 hectares no estado do Acre.